# 보은 성운 묘소 및 묘갈
보은 성운 묘소 및 묘갈(報恩 成運 墓所 및 墓碣)은 충청북도 보은군 보은읍 성족리에 있는, 조선 전기의 학자이자 부정(副正) 성세준의 아들인 대곡(大谷) 성운(1497∼1579) 선생의 묘소와 묘갈이다. 1986년 4월 28일 충청북도의 기념물 제70호로 지정되었다.

## 개요
조선 전기의 학자이자 부정(副正) 성세준의 아들인 대곡(大谷) 성운(1497∼1579) 선생의 묘소와 묘갈(墓碣:윗부분을 둥글게 다듬어 세운 작은 묘비)이다.
중종 때 사마시에 합격하였으나 명종 즉위년(1545)에 일어난 을사사화로 인해 그의 형이 화를 입자 보은 속리산에서 숨어 살았다. 조정에서는 여러 차례 벼슬을 내렸지만 모두 사절하였다. 시문에 능하였으며 서경덕·이지함 등과 사귀면서 학문에만 정진하였다. 그가 죽자 선조가 제문을 내려 슬퍼하였으며 뒤에 승지의 벼슬을 내렸다. 그는 자식이 없어 처남인 군수 김천부가 서경덕·이지함 등과 함께 사당을 지어 제사를 지냈다.
봉분 앞에 있는 묘비는 선조 12년(1579)에 성혼이 글을 지어 세운 것이다. 묘갈은 현종 4년(1663)에 송시열이 글을 짓고 송준길이 글씨를 쓴 것이다.

## 참고 문헌
- 보은 성운 묘소 및 묘갈 - 국가유산청 국가유산포털